# Jack Holt
Jack Holt, född 31 maj 1888 i New York, död 18 januari 1951 i Los Angeles, Kalifornien, var en amerikansk skådespelare. Jack Holt medverkade i en stor mängd stumfilmer från 1915 och fram till ljudfilmens genombrott 1929. 
Holt har en stjärna på Hollywood Walk of Fame vid adressen 6313 Hollywood Blvd.
Han var far till skådespelaren Tim Holt.

## Filmografi (i urval)
- 1935 – Lilla rebellen
- 1936 – San Francisco
- 1942 – Rovdjurskvinnan
- 1942 – Flygets käcka gossar
- 1945 – De skulle offras
- 1951 – Missouri